# Falco subniger
Șoimul negru (Falco subniger) este o pasăre rară răspândită în Australia. Totuși există mici perechi cuibăritoare în Noua Zeelandă. 
Habitatele sale preferate sunt zonele de deșert și semideșert. Rivalizează cu Falco berigora.
Se hrănește în principal cu păsări, pe care le prinde în aer. De asemenea vânează și șopârle.